# Eulenspiegel
Eulenspiegel est un magazine satirique allemand. Eulenspiegel est le successeur de Frischer Wind (vent frais), qui a été publié à partir du 15 avril 1946. Le 1er mai 1954 il a été rebaptisé Eulenspiegel, en référence à Till l'Espiègle (Till Eulenspiegel). Il était le seul magazine satirique en RDA et a été souvent censuré.